# Fort Manoel
Pour les articles homonymes, voir Manoel.
 (avril 2025).
Le Fort Manoel est une fortification qui se dresse à Malte sur l'île Manoel, située face à la ville de Il-Gżira dans le Marsamxett Harbour au nord de La Valette et commande l'accès de ce port ainsi qu'au mouillage de la crique de Tas-Sliema.

## Historique

### Sous l'ordre de Saint-Jean de Jérusalem
Le fort Manoel est un fort bastionné, dont la plupart des fossés et des murs ont été taillés à même le rocher formant le relief de l'île. Il fut édifié par l'ordre de Saint-Jean de Jérusalem entre 1723, date de la pose de la première pierre, et 1755, sous la maîtrise du grand maître António Manoel de Vilhena, prince de Malte.
L'idée de fortifier cette île, qu'on appelait alors Isolotto, est attribuée à l'ingénieur français René Jacob de Tigné. La conception définitive de l'ouvrage incorpore les propositions de Charles François de Mondion, à l'époque ingénieur militaire en titre de l'ordre de Saint-Jean de Jérusalem, responsable des fortifications et de la défense de l'île. Mondion dirigea d'ailleurs les travaux, et fut inhumé dans la chapelle Saint-Antoine de la citadelle.
Le fort joua un rôle actif, non seulement sous le gouvernement des chevaliers de Saint-Jean, mais encore sous le dominion britannique jusqu'en 1906, date à laquelle les autorités britanniques désaffectèrent la place.

### Pendant la Seconde Guerre mondiale

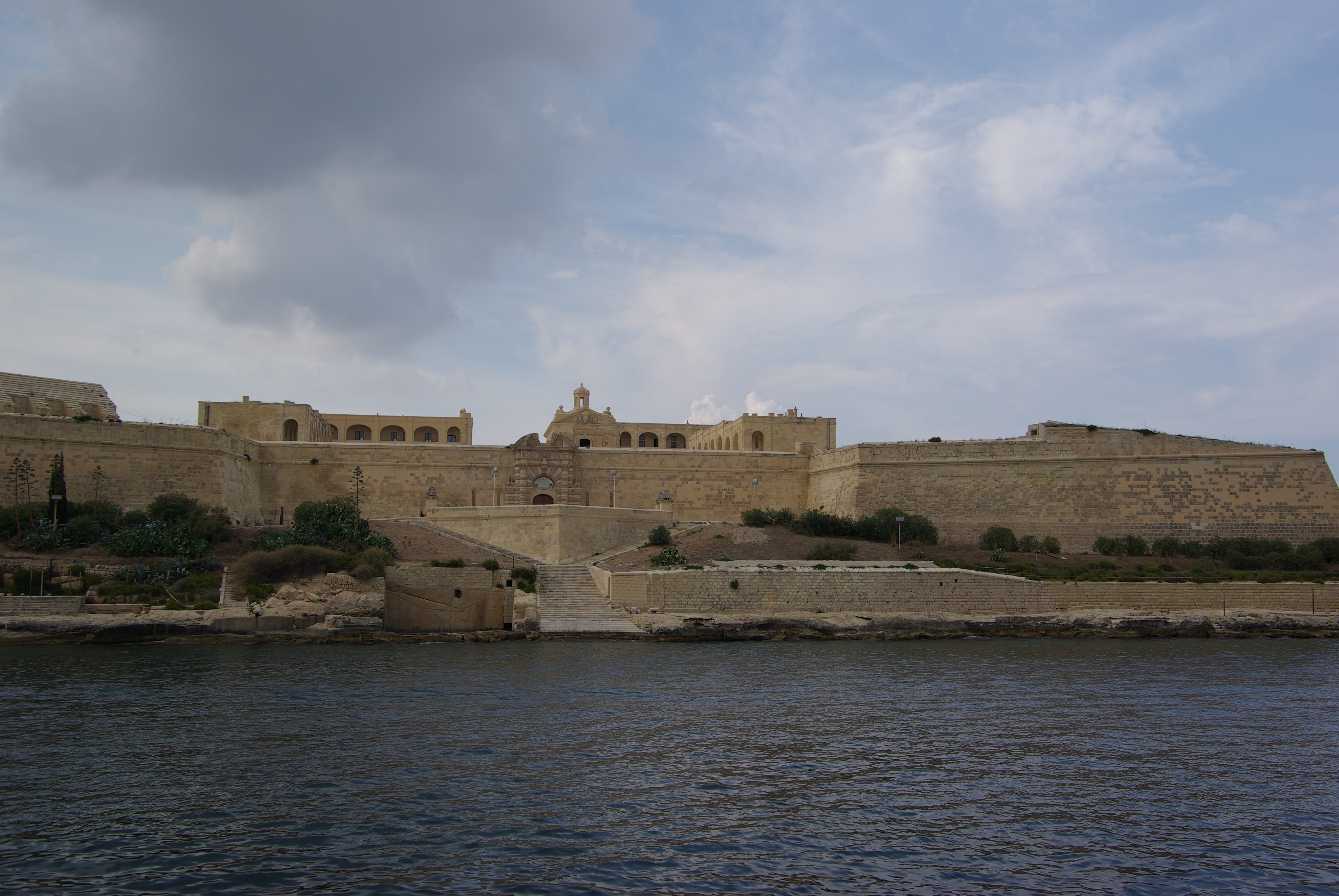
Le Fort Manoel vu depuis Sliema

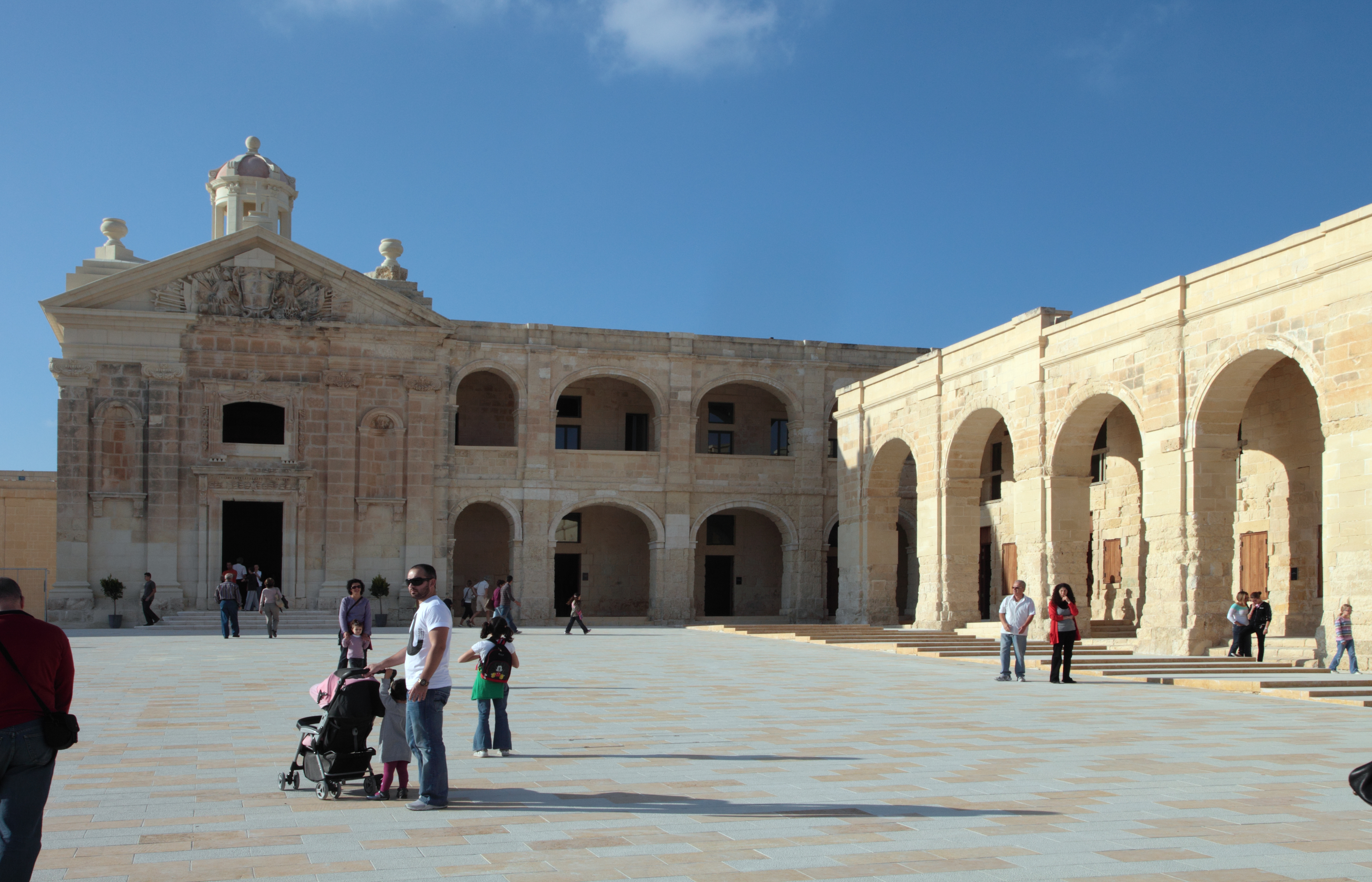
Place d'armes du Fort Manoel

Au cours de la Seconde Guerre mondiale, une batterie antiaérienne de canons de 94 mm fut déployée dans et autour du fort. Les canons étaient montés sur des plates-formes en béton disposées en demi-cercle autour des remparts. Les remparts de la citadelle, les corps de logis et la chapelle souffrirent considérablement des bombardements allemands.

### Période actuelle
Après guerre, de nouveau désaffecté, le fort fut confié au RMYC - Royal Malta Yachting Club (en), organisateur de la Rolex Middle Sea Race (en). Le RMYC y a son siège, ses bureaux et sa base jusqu'au début de la restauration complète du fort confiée à une entreprise privé maltaise MIDI plc. La restauration du fort est terminée en 2012, le nettoyage et la mise en sécurité de son environnement est en cours avant sa réouverture au public. Un vaste programme immobilier et de réhabilitation de l'île, contrepartie de la restauration du fort, est en cours de réalisation.